# Lista de seleções participantes do Campeonato Africano das Nações de 2015
O Campeonato Africano das Nações de 2015 foi disputado na Guiné Equatorial por 16 seleções de futebol.
Cada uma das seleções teve o direito de alistar 23 jogadores. Cada jogador envergou o mesmo número na camisa durante todos os jogos do torneio.